# Bernard Roudier
Pour les articles homonymes, voir Roudier.
Bernard Roudier, né le 25 avril 1823 à Juillac et mort le 11 janvier 1896 à Juillac, est un juriste et homme politique français, député républicain de la Gironde.

## Biographie
Bernard Roudier fit de brillantes études au collège de Sainte-Foy. Il fut licencié en droit à Paris en 1844 et docteur en 1846, puis s'inscrit au barreau de Bordeaux.
Substitut du procureur de la République à Nontron en 1848, il donna sa démission en 1849 pour des raisons familiales et se retira dans ses propriétés près de Libourne. Il se consacra alors à l'agriculture et aux conseils juridiques.
Candidat au conseil général en 1864, il n'est pas élu. Il devient maire de Juillac le 5 septembre 1870 et conseiller général du canton de Pujols le 15 octobre suivant. Le 29 mars 1874, il est élu représentant de la Gironde à l'Assemblée nationale, en remplacement de Larrieu, décédé, par 74 509 voix contre 47 918 à M. Bertrand et 24 366 à l'amiral Larrieu pour 147 400 votants. Il siège au sein de l'Union républicaine et vote contre le ministère de Broglie et pour les lois constitutionnelles. Réélu, le 20 février 1876, député de la 1re circonscription de Libourne, il reprend sa place à gauche et a été l'un des 363 députés qui, le 16 mai, refuse le vote de confiance au ministère de Broglie. Il est réélu le 18 octobre 1877 et continue de voter avec la majorité républicaine. Il soutint la politique scolaire et coloniale du gouvernement et quitta la vie politique aux élections de 1885. Il n'est plus conseiller général du canton de Pujols depuis 1877.
Il a été président du comice viticole de Libourne à sa fondation en 1879.

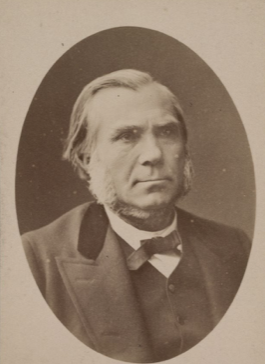
Portrait de Bernard Roudier (Atelier Nadar)

### Sources bibliographiques
- Sylvie Guillaume et Bernard Lachaise (Université Bordeaux-Montaigne. Centre aquitain de recherches en histoire contemporaine), Dictionnaire des parlementaires d'Aquitaine sous la Troisième République, Talence, Presses Universitaires de Bordeaux, 1998, br, couv. ill.; 624, 24 cm (ISBN 2-86781-231-3 et 9782867812316, OCLC 468077217, BNF 37035405, SUDOC 045199868, présentation en ligne, lire en ligne), p. 344